# پنلوپه فیتزجرالد
پنلوپه فیتزجرالد (انگلیسی: Penelope Fitzgerald; ۱۷ دسامبر ۱۹۱۶ – ۲۸ آوریل ۲۰۰۰) یک شاعر، پدیدآور، و رمان‌نویس اهل بریتانیا بود. وی در سال ۱۹۷۹ برای رمان دور از ساحل برنده جایزه ادبی من بوکر شد. در سال ۲۰۰۸ تایمز نام فیتزجرالد را در بین ۵۰ نویسنده برتر بریتانیایی از سال ۱۹۴۵ به این سو قرار داد. در سال ۲۰۱۲ آبزرور از رمان گل آبی به عنوان یکی از ۱۰ رمان برتر تاریخی نام برد.

وی اولین کتاب خود را در سن ۵۸ سالگی منتشر کرد.